# Konzertchor „Winfridia“ Fulda
Der Städtische Konzertchor „Winfridia“ prägt seit mehr als 140 Jahren die klassische Chormusik in Fulda.

## Geschichte
Am 10. Januar 1876 wurde in Fulda die „Gesang-Gesellschaft-Winfridia“ als katholischer Männer-Gesangverein gegründet. Benannt nach Winfried Bonifatius, dem „Apostel der Deutschen“, sah er seine Hauptaufgabe zunächst im mehrstimmigen Chorgesang zur Verschönerung der Gottesdienste im Fuldaer Dom, besonders an hohen kirchlichen Festtagen. Nach dem Kulturkampf öffnete man sich auch für die weltliche Chorliteratur und beteiligte sich fortan an nationalen Musikfesten und an Kritiksingen.
Ende 1904 zählte der Männerchor bereits über 100 aktive Sänger. Mit der Angliederung eines Frauenchores wurde die „Winfridia“ ab dem 16. Mai 1928 ein gemischter Chor.
Sowohl der Erste als auch der Zweite Weltkrieg rissen merkliche Lücken in den Chor, aber immer wieder fanden sich engagierte Männer, die durch ihren persönlichen Einsatz das Chorleben wieder aktivierten. 1947 wurde die „Winfridia“ schließlich Oratorienchor, und aufgrund ihrer besonderen Verdienste um das musikalische Wirken innerhalb und außerhalb Fuldas hat ihr der Magistrat der Stadt Fulda im Jahre 1948 das Prädikat „Städtischer Konzertchor“ verliehen. Seit dieser Zeit werden jährlich mindestens zwei Chorwerke der Weltliteratur zur Aufführung gebracht.
Der Chor sang auf Konzertreisen im In- und Ausland, so in Budapest, Como, Davos, Arles und Straßburg, Rom, Assisi und Israel (mit Konzerten in Tabgha und Jerusalem).
Im Jahre 2001 feierte der Chor sein 125-jähriges Bestehen mit der Aufführung „Der Jahreszeiten“ von Joseph Haydn und des „Requiem“ von Giuseppe Verdi.
Von 1982 bis 2011 war Chordirektor ADC Reinhold Feldmann verantwortlicher musikalischer Leiter.
Seit 2011 hat Chordirektor BDC Carsten Rupp die musikalische Leitung des Konzertchors inne und das Repertoire um weltliche Werke der chorsymphonischen Klassik des 20. Jahrhunderts erweitert.
Im Jahr 2014 schloss sich der Chor dem Verband Deutscher Konzertchöre an.

## Musikalischer Teil
Das Repertoire der „Winfridia“ umfasst Requiem-Vertonungen von Verdi, Mozart und Brahms, die Matthäus- und Johannespassion sowie die h-Moll-Messe und das Weihnachtsoratorium von Johann Sebastian Bach; zur Aufführung kommen auch die Oratorien Haydns („Schöpfung“ und „Jahreszeiten“) und Händels ("Messiah") sowie Mendelssohns „Elias“ und „Paulus“.
Für die Musik des 20. Jahrhunderts stehen Werke wie „Der ewige Kreis“ von Fritz Rothschuh (Uraufführung),  A Sea Symphony von Ralph Vaughan Williams, Annelies von James Whitbourn oder Yunus Emre Oratoryosu von A.Adnan Saygun.
Darüber hinaus präsentiert der Chor regelmäßig Galakonzerte mit Opernchören und Filmmusiken sowie kammermusikalische Stundenkonzerte.

## Vorsitzende
- 1876–1884: Pfarrer Nikolaus Füller
- 1885–1891: Clemens Latsch
- 1892–1892: Karl Hahner
- 1893–1905: Clemens Latsch
- 1906–1906: Karl Hahner
- 1907–1914: Josef Latsch
- 1914–1921: Eduard Kaufmann
- 1921–1956: Josef Latsch
- 1956–1977: Hans Will
- 1977–1980: Heiner Millan
- 1980–2000: Hans Will
- 2000–2007: Michael Traut
- seit 2007: Maximilian Traut

## Dirigenten
- 1876–1883: Pfarrer Wilhelm Malkmus
- 1884–1885: Lehrer Aloysius Genssler
- 1886–1891: Martin Burschel
- 1892–1894: Lehrer Johann Georg Ebel
- 1895–1905: Lehrer Eustach Mänz
- 1905–1910: Lehrer Amand Hohmann
- 1910–1922: Musikdirektor Gottfried Leber
- 1922–1945: Studienrat Jakob Zilliken
- 1945–1947: Lehrer Leonhaard Klassert
- 1947–1953: Studienrat Heinz von Schumann
- 1953–1956: Dommusikdirektor Fritz Krieger
- 1957–1970: Robert Pessenlehner
- 1970–1978: Manfred Kroh
- 1979–1981: James A. Seger
- 1982–2011: Chordirektor ADC Reinhold Feldmann
- seit 2011: Chordirektor BDC Carsten Rupp